# Trabea setula
Trabea setula là một loài nhện trong họ Lycosidae.
Loài này thuộc chi Trabea. Trabea setula được Mark Alderweireldt miêu tả năm 1999.